# Черноногий альбатрос
Черноногий альбатрос (лат. Phoebastria nigripes) — морская птица семейства альбатросовых, величиной с гуся.

## Описание
Рост до 74 см. Тёмноокрашенный, с чёрным клювом и ногами. Молодые птицы с белым надхвостьем. Размах крыльев около 1,8 м. Оперение преимущественно коричневато-серое. Самцы и самки внешне сходны.
Размеры: крыла хвоста — 457-546, клюва — 137-152 мм, 2200-4100 г.

## Распространение
Гнездится на островах Гавайских и Торисима. Гнездится на Гавайских островах и острове Тори. На кочёвках встречается обычно в открытом океане в зоне тёплых течений, лишь изредка проникая в Берингово и Охотское моря.

## Численность
В 1956-1958 гг. на Гавайских островах было подсчитано 110 тысяч гнездящихся птиц, а общая численность составила 300 тысяч особей. На части островов численность после этого сократилась. В последние годы начала возрастать численность черноногого альбатроса на острове Торисима. В 1960 г. было насчитано менее 20 слетков, в 1973 г. — 50, а в 1977 г. — 126.

## Образ жизни
Подобно другим альбатросам, держится в открытом океане, вдали от берега. Питается рыбой, кальмарами, плавающим мусором. Чаще других альбатросов следует за судами, питаясь пищевыми отходами. Довольно шумная птица, часто издаёт резкий визгливый крик, за который получил своё английское название 
"floating pig" (плавающая свинья). В период ухаживания и спаривания также щёлкает клювом и крякает. Гнездится колониями, иногда совместно с темноспинным альбатросом, с которым легко скрещивается.